# Épicondyle latéral du fémur
L'épicondyle latéral du fémur (ou tubercule condylien externe du fémur ou tubérosité externe du fémur) est la saillie osseuse située sur la face latérale du condyle latéral du fémur.
Il donne insertion au ligament collatéral fibulaire et au chef latéral du muscle gastrocnémien.